# Sinfonia n. 16 (Mozart)

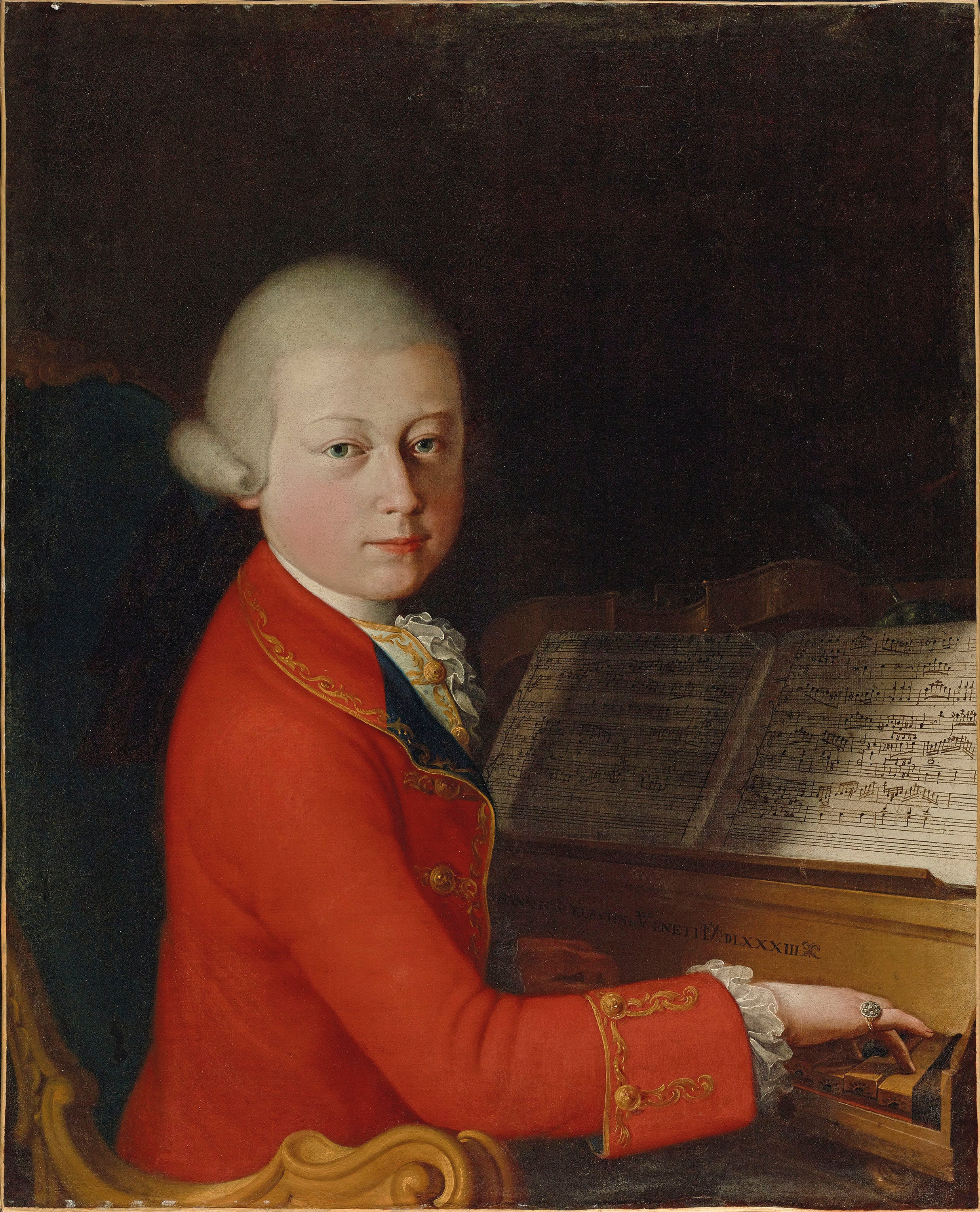
Wolfgang Amadeus Mozart nel 1770.

La sinfonia n. 16 in Do maggiore K 128 è una composizione di Wolfgang Amadeus Mozart completata a Salisburgo nel maggio 1772.

## Storia

### Contesto
La carriera di Mozart come sinfonista era iniziata a Londra durante la grande tournée europea della famiglia Mozart fra il giugno 1763 e il novembre 1766. Il padre, Leopold, aveva pianificato il viaggio per esibire il talento dei propri figli, Wolfgang e Maria Anna, presso le principali corti europee. In questo periodo Wolfgang venne a contatto con le principali tradizioni musicali europee (tedesca, britannica, francese e italiana) e realizzò le sue prime sinfonie, che si ponevano nel solco delle composizioni in tre movimenti all'italiana in stile galante di Carl Friedrich Abel e di Johann Christian Bach. Inoltre, ascoltò anche le sinfonie di altri compositori come Thomas Arne, William Boyce e Giuseppe Sammartini.
In seguito, Leopold e i suoi figli trascorsero diversi mesi nel 1768 a Vienna durante i quali Wolfgang adattò il proprio stile ai gusti del pubblico viennese, adottando fra le varie cose la struttura della sinfonia in quattro movimenti. Wolfgang e suo padre Leopold fecero tre viaggi in Italia fra il dicembre 1769 e il maggio 1773. In questo periodo Wolfgang alternò i suoi viaggi con soggiorni a Salisburgo, durante i quali compose l'opera Mitridate, re di Ponto, oltre a diverse sinfonie influenzate dal gusto italiano. Nel 1772 e nel 1773 Mozart visse un periodo di entusiasmo per la scrittura sinfonica, componendo ogni anno sette nuove sinfonie (dalla n. 15 alla n. 27). Ridusse poi la sua attività in questo campo e, nei due anni successivi, apparvero solo tre nuove sinfonie (le n. 28, n. 29 e n. 30).

### Composizione
La sinfonia n. 17 venne completata fra il secondo e il terzo viaggio di Mozart in Italia. Da maggio ad agosto 1772 il compositore scrisse sei sinfonie, tutte in tonalità diverse (le n. 16, n. 17, n. 18, n. 19, n. 20 e n. 21). I musicologi ipotizzano che Mozart avesse voluto dare prova delle proprie capacità al suo nuovo datore di lavoro, il principe-arcivescovo Hieronymus von Colloredo, succeduto  il 14 marzo 1772 a Sigismund III von Schrattenbach alla guida del principato arcivescovile di Salisburgo, con una raccolta rappresentativa di sinfonie. Nelle collezioni realizzate a quell'epoca, infatti, era comune che le composizioni fossero raccolte in numero di sei e che fossero in tonalità diverse. Fra loro è possibile individuare alcune analogie:
- n. 16 e n. 17: le uniche in soli tre movimenti;
- n. 18 e n. 19: strumentazione con quattro corni e con trii insoliti;
- n. 20 e n. 21: nel primo movimento la ripresa inizia con il secondo tema;
- n. 18 e n. 21: utilizzano i flauti al posto dei consueti oboi.

In quel periodo anche Michael Haydn, fratello del più celebre Franz Joseph, eseguiva regolarmente proprie sinfonie presso la corte arcivescovile di Salisburgo.

### Prima esecuzione e pubblicazione
La data e il luogo della prima esecuzione non sono noti. Il manoscritto autografo è conservato presso la Biblioteca di Stato di Berlino e può essere consultato online. La prima edizione a stampa fu pubblicata nel 1880 da Breitkopf & Härtel a Lipsia, che la stampò con il nome Wolfgang Amadeus Mozarts Werke, Serie VIII, No. 16.

## Strumentazione
La partitura è scritta per un'orchestra composta da:
- Archi: violino 1° e 2°, viola, violoncello/contrabbasso.
- Fiati: due oboi.
- Ottoni: due corni.

La partitura non prevede espressamente il fagotto e il clavicembalo ma, nelle orchestre dell'epoca, era prassi comune utilizzare questi due strumenti, se presenti, per rinforzare la linea del basso o come basso continuo, anche senza notazione separata.

## Struttura e analisi
La sinfonia è formata da tre movimenti:
1. Allegro maestoso, in Do maggiore, tempo 3/4.
2. Andante grazioso, in Sol maggiore, tempo 2/4.
3. Allegro, in Do maggiore, tempo 6/8.

L'esecuzione integrale dura circa 12 minuti. Lo stile di quest'opera mostra chiaramente l'influenza del gusto italiano su Mozart: più che una vera e propria sinfonia, infatti, si tratta di una ouverture da teatro all'italiana, composta da tre movimenti di breve durata.

### Allegro maestoso
Il primo movimento, Allegro maestoso, è composto in Do maggiore, in tempo 3/4 e segue la forma-sonata. Si nota chiaramente l'influenza dello stile italiano, specialmente in alcuni passaggi iniziali, caratterizzati dalla tipica teatralità della musica di gusto italiano. Di seguito, l'incipit del movimento:

### Andante grazioso
Il secondo movimento, Andante grazioso, è composto in Sol maggiore ed è in tempo 2/4. Si tratta essenzialmente di una gavotta per soli archi, con oboi e corni che tacciono. Di seguito, l'incipit del movimento:

### Allegro
Il terzo e ultimo movimento, Allegro, riprende la tonalità iniziale di Do maggiore e l'indicazione di tempo è 6/8. Si tratta di un rondò in cui riappaiono oboi e corni, caratterizzato da un'elegante melodia iniziale intervallata da passaggi più concitati. Di seguito, l'incipit del movimento: